# ベル・エキセントリック
『ベル・エキセントリック』(BELLE EXCENTRIQUE)は、1981年7月25日に発売された加藤和彦の7枚目のソロ・アルバム。安井かずみとのコンビによるコンセプト・アルバム『ヨーロッパ三部作』の第3作であり、パリと東京でレコーディングされた。

## 解説
『ベル・エキセントリック』は1920年代のパリをテーマとしたアルバムである。最初の構想は1979年の『パパ・ヘミングウェイ』制作中に加藤が発案したが、安井が準備期間を要求したため、次作として1980年にベルリンをテーマとしたアルバム『うたかたのオペラ』が制作された。その翌年、あらためてピカソやコクトー、ディアギレフ、アンリ・ド・ロチルドなどが生きた時代をコンセプトとするアルバムの制作に着手する。この時期、加藤と安井の実生活での話題はこの時代の事物で占められていたという。
本作でも『ヨーロッパ三部作』の他の作品と同じく、テーマに基づいた録音場所を選び、合宿による現地レコーディングでミュージシャンのテンションを高めるという方針が踏襲され、レコーディングはフランスのパリ郊外、ヴァル＝ドワーズ県にある古い城館を改装したシャトゥ・スタジオで行なうこととなった。ミュージシャンは前作とほぼ同じだが、前回急病のため不参加だった坂本龍一が加わり、本作は『ヨーロッパ三部作』の中で唯一YMOのメンバー全員が海外でレコーディングしたアルバムとなった。
渡仏は1981年4月で、細野晴臣は久保田麻琴のレコーディングで滞在していたスペインから、高橋幸宏は大村憲司とともにソロ・アルバムの制作のため滞在していたイギリスから駆け付けた。レコーディングは波乱含みだったが、約1週間のシャトゥ滞在で6曲、帰国後東京で打ち込みを主体にした4曲のレコーディングと綿密なスタジオ作業が行われた。サウンドの特徴としてはエフェクトの多用が挙げられるが、牧村憲一によれば、シャトゥ収録分のほとんどのトラックには何らかの加工が施されており、生音が残っていると思われる箇所は坂本によるチェンバリンのパートのみとされる。
本作収録曲のうち、「ロスチャイルド夫人のスキャンダル」「浮気なGigi」「アメリカン・バー」「ディアギレフの見えない手」「ADIEU, MON AMOUR」の5曲は、2017年リリースの高橋幸宏監修・選曲によるコンピレーション・アルバム『ヨーロッパ三部作・ベストセレクション』に収録された。

## アートワーク
アルバム・タイトルは、エリック・サティの作品である "風変わりな美女" から採られている。アート・ディレクションは渡邊かをるが担当し、アルバム・カバーには安井かずみの友人である金子國義の絵画が使用された。本作以後、加藤のソロ・アルバムのカバーにはすべて金子の絵画が使用されており、『パパ・ヘミングウェイ』と『うたかたのオペラ』のアルバム・カバーもリイシューの際に金子の絵画に差し替えられたが（『パパ･ヘミングウェイ』はCDのみ差し替え）、2004年のリイシューから再び元のデザインに戻されている。なお、本作のアルバム・カバーと歌詞カードの印刷には加藤の意向で特色とされる金色が使われ、歌詞は縦書きとなった。ライナーノーツには、海野弘が『フォール・エポックふたたび』と題する、1920年代のパリについての解説を寄せている。なお、初発売時のレコード帯には、以下のキャッチコピーが記載されている。

## リミックス
本作を含む『ヨーロッパ三部作』は、1982年リリースのコンピレーション・アルバム『アメリカン・バー』収録に際しデジタル・リミックスされ、オリジナル・マスター音源との相違が認められるリミックス音源が作られた、この音源は加藤がソニー移籍後の1985年リリースのコンピレーション・アルバム『Le Bar Tango』や、1988年および2004年のリイシューでも使用されたが、2014年から初出時のオリジナル音源に戻されている。

## ノベルティ
本作発売当時、プロモーション用としてワインが頒布されている。ボトルに貼られたラベルにはアルバム・カバーと同じ金子國義の絵画が使われていた。

## 収録曲
- 全作詞：安井かずみ、全作編曲：加藤和彦（特記除く）
- アナログ・レコードでは#1~5までをA面、#6~10をB面にそれぞれ収録。
- 楽曲の時間表記は初出アナログ・レコードに基づく。

1. ロスチャイルド夫人のスキャンダル (SCANDALE DE Mme ROTHCHILD)  –  (2:51)
この楽曲は#2とのカップリングでシングル・カットされた。
2. 浮気なGigi (GIGI, LA DANSEUSE)  –  (4:40)
歌詞にアルバム・タイトルとなった“ベル・エキセントリック”というフレーズが登場する。
3. アメリカン・バー (BAR AMÉRICAIN)  –  (3:23)
4. ディアギレフの見えない手 (DIAGHLEV, L'HOMME-ORCHESTRE)  –  (2:55)
5. ネグレスコでの御発展 (LES NUITS FOLLES DE L'HOTEL NEGRESCO)  –  (1:05)
インストゥルメンタル。
6. バラ色の仮面をつけたMme M (MASQUE ROSE DE Mme M)  –  (2:58)
7. トロカデロ (TROCADÉRO)  –  (3:51)
8. わたしはジャン・コクトーを知っていた (JE CONNAISSAIS JEAN COCTEAU)  –  (2:36)
9. ADIEU, MON AMOUR  –  (2:55)
10. ジュ・トゥ・ヴー (JE TE VEUX)  –  (3:12)
エリック・サティの作品。ピアノ演奏は坂本龍一によるもので、楽譜は滞仏中に矢野顕子がパリで購入してきたものを使用し、早朝にシャトゥの最上階にあるスタジオでレコーディングされた[1]。のちに最終コーラス部分にシンセサイザーとドラムスがダビングされている。

## クレジット
- All Song Written & Arranged by Kazuhiko Kato
Except "JE TE VEUX" Composed by Erik Satie Arranged by Ryuichi Sakamoto
"MASQUE ROSE DE Mme M", "JE CONNAISSAIS JEAN COCTEAU" Arranged by Kato & Sakamoto
"DIAGHILEV, L'HOMME-ORCHESTRE", "ADIEU, MON AMOUR" Arranged by Kato & Shimizu
"LES NUITS FOLLES DE L`HOTEL NEGRESCO", "TROCADÉRO" Arranged by Shimizu
- Lyrics Written by Kazumi Yasui
- Recorded at Le Château, Paris, April 1981
  - Engineerd by Boa, Yuichi Shima & Masayoshi Okawa
  - Assistant Engineerd by Daniel Desabres
- Remixed & Masterd at Hitokuchizaka Studios, May 1981
  - Remixed & Mastering Engineered by Masayoshi Okawa & Kazuhiko Kato
  - Assistant Engineerd by Masato Kitagawa
- Produced by Kazuhiko Kato
- Executive Producer  –  Ikuzo Orita
- The Special Arrangements by Ichiro Asatsuma, Kenichi Makimura & Akira Terabayashi
- Crews  –  Kenichi Okeda, Hidenori Ogawa, Yoichi Ito & Takeshi Fujii
- We'd like to Express our Gratitudes to Mr.Gerald Duchemann for Serving us with Nice Meals
- Special thanks to Ichiro Fukuda, Gagi, Peter, Nicolett Van Galen, Laurent Thibault, John Rutledge, Katherine Thierry-Miee, Nadia Dancourt & Hiroshi Okura
- Art Director by Kaoru Watanabe
  - Designed by Kaoru Watanabe / Shuichi Yokoyama
  - Painting by Kuniyoshi Kaneko

### ミュージシャン
- Kazuhiko Kato  –  Vocal, Guitar (omit on #5, #10)
- Kenji Omura  –  Guitar (#1, #2, #3, #8)
- Yukihiro Takahashi  –  Drums (#1, #2, #3, #8, #10)
- Haruomi Hosono  –  Bass (#1, #2, #3, #8)
- Ryuichi Sakamoto  –  Acoustic Piano, Chamberlin, Prophet5 (#1, #2, #3, #6, #8, #10)
- Akiko Yano  –  Acoustic Piano (#1, #2, #3, #8)
- Nobuyuki Shimizu  –  Acoustic Piano, Synthesizer, Marimba, Tympani (#4, #5, #9)
- Hideki Matsutake  –  MC-8 (#4, #5, #7, #9)
- Nadia Dancourt  –  Voice (#8)
- Yukihiro Takahashi, Haruomi Hosono & Ryuichi Sakamoto Appears Through the Courtesy of Alfa Records.
- Akiko Yano Appears Courtesy of Yano Music / Japan Record.

## 発売履歴
| 形態 | 発売日         | レーベル                   | 品番       | アートワーク | 解説                              | リマスタリング | 初出/再発 | 備考                              |
| ---- | -------------- | -------------------------- | ---------- | ------------ | --------------------------------- | -------------- | --------- | --------------------------------- |
| LP   | 1981年07月25日 | ワーナー・パイオニア       | K-12501W   | 金子國義     | 海野弘                            | なし           | 初出      | E式ジャケット                     |
| LP   | 1983年09月21日 | CBS/SONY                   | 28AH1653   | 金子國義     | 海野弘                            | なし           | 再発      | E式ジャケット 真空パッケージ      |
| CT   | 1981年07月25日 | ワーナー・パイオニア       | LKF-8003   | 金子國義     | なし                              | なし           | 初出      | ドルビーシステム仕様              |
| CT   | 1983年09月21日 | CBS/SONY                   | 28KH1359   | 金子國義     | なし                              | なし           | 再発      | ドルビーシステム仕様              |
| CD   | 1988年04月06日 | EASTWORLD                  | CT32-5165  | 金子國義     | なし                              | 加藤和彦       | 初出      | デジタル・リミックス              |
| CD   | 2004年10月20日 | オーマガトキ (卸販売：CME) | OMCA-1034  | 金子國義     | 海野弘/岩本晃市郎/加藤和彦        | 加藤和彦       | 再発      | デジタル・リミックス/紙ジャケット |
| CD   | 2014年03月20日 | リットーミュージック       | RMKS-007   | 金子國義     | 海野弘/折田育造/牧村憲一/大川正義 | 大川正義       | 再発      | CD付き書籍                        |
| CD   | 2015年05月20日 | 日本コロムビア             | COCP-39096 | 金子國義     | 海野弘/立川直樹                   | 大川正義       | 再発      |                                   |